# Reconhecimento automático de placas numéricas

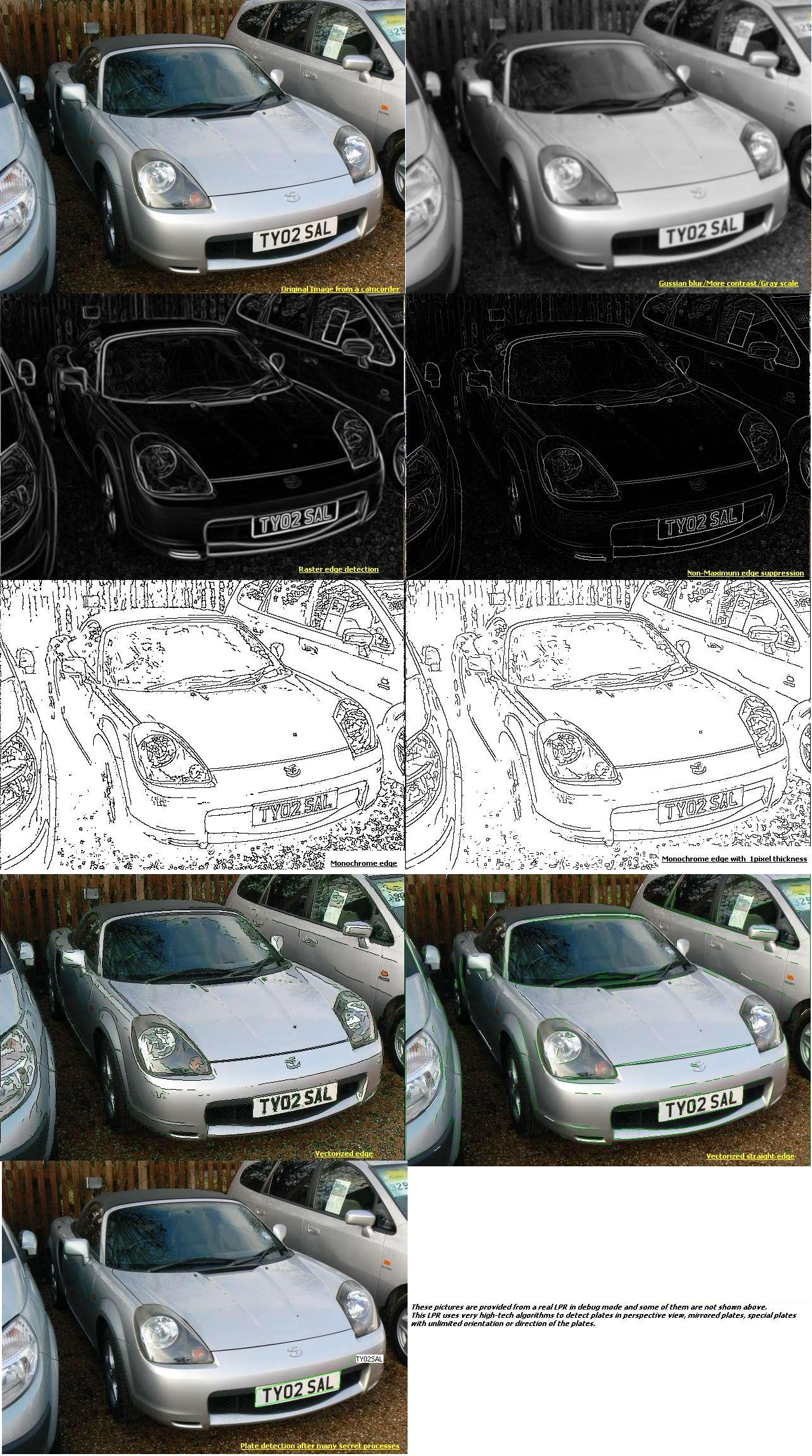
Processo de reconhecimento de placas

O reconhecimento automático de placas numéricas (RAPN; ver também outros nomes abaixo) é uma tecnologia que usa o reconhecimento ótico de caracteres em imagens para ler as placas de veículos para criar dados de localização de veículos. Ele pode usar um circuito fechado de televisão existente, câmeras de monitoramento e controle de tráfego ou câmeras projetadas especificamente para a tarefa. O RAPN é usado por forças policiais em todo o mundo para fins de aplicação da lei, incluindo para verificar se um veículo está registrado ou licenciado. Também é utilizado para cobrança eletrônica de pedágio em rodovias pay-per-use e como método de catalogação de movimentos de tráfego, por exemplo, por agências de rodovias.
O reconhecimento automático da placa pode ser usado para armazenar as imagens capturadas pelas câmeras, bem como o texto da placa, com algumas configuráveis para armazenar uma fotografia do motorista. Os sistemas geralmente usam iluminação infravermelha para permitir que a câmera tire a foto a qualquer hora do dia ou da noite. A tecnologia de RAPN deve levar em consideração as variações de placas de um local para outro.
Questões de privacidade causaram preocupações sobre o RAPN, como o governo rastreando os movimentos dos cidadãos, identificação incorreta, taxas de erro elevadas e aumento dos gastos do governo. Os críticos o descreveram como uma forma de vigilância em massa.

## Outros nomes
O RAPN às vezes é conhecido por vários outros termos:
- Reconhecimento automático (ou automatizado) de placas (RAP)
- Reconhecimento automático (ou automatizado) de placas automotivas (RAPA)
- Leitor automático (ou automatizado) de placas (LAP)
- Identificação automática de veículos (IAV)
- Reconhecimento de placas (RP)
- Reconhecimento de placa de carro (RPC)
- Reconhecimento de placas veiculares (RPV)
- Reconhecimento de placa de veículos (RPV)
- Identificação e reconhecimento de veículos (IRV)